# Onthophagus kaosoidowensis
Onthophagus kaosoidowensis é uma espécie de inseto do género Onthophagus da família Scarabaeidae da ordem Coleoptera.

## História
Foi descrita cientificamente pela primeira vez no ano de 2008 por Masumoto, Ochi & Hanboonsong.